# Massimiliano Spinola
Pour les articles homonymes, voir Spinola.
Le marquis Massimiliano Spinola est un entomologiste italien, né le 10 juillet 1780 à Pézenas (Hérault) et mort le 12 novembre 1857 à Tassarolo.

## Biographie
Sa famille, de grande extraction, était installée à Gênes. Le marquis Spinola est un descendant du fameux général espagnol Ambrogio Spinola (1569-1630) à qui il doit une grande partie de sa fortune constituée de terres en Espagne et en Amérique du Sud.
Il se consacre à l’entomologie et réalise une riche collection, notamment grâce à des spécimens qu’il reçoit de ses propriétés. Spinola s’intéresse principalement aux coléoptères, aux hyménoptères et aux hémiptères.
Spinola fait d’importantes contributions à l’entomologie, notamment sur la taxinomie et décrit de nombreuses espèces. Il fait partie de la Société entomologique de Londres dès sa création en 1836.
Sa collection comprend des coléoptères (notamment des types de Dejean (1780-1845)), d’hyménoptères (avec des types de Serville (1775-1858) et de Lepeletier (1770-1845)), des hétéroptères et des homoptères. Elle est conservée actuellement au Museo Regionale di Scienze Naturali di Torino (musée d’histoire naturelle de Turin).

## Liste partielle des publications
- 1806. Insectorum Liguriæ Species Novæ aut Rariores, quas in agro Ligustico nuper detexit, descripsit, et iconibus illustravit. Tom. 1. xvii+159 pp. Genuæ.
- 1808. Insectorum Liguriae species novae aut rariores, quae in agro Ligustico nuper detexit, descripsit et iconibus illustravit Maximilianus Spinola, adjecto Catalogo spiecierum auctoribus jam enumeratarum, quae in eadam regione occurrunt, vol. 2. Gravier, Genuae.
- 1839. Compte rendu des hyménoptères recueillis par M. Fischer pendant son voyage en Égypte, et communiqués par M. le docteur Waltl à Maximilien. Annales de la Société entomologique de France 7 : 437-546.
- 1839. Essai sur les Fulgorelles, sous-tribu de la tribu des Cicadaires, ordre des Rhynchotes Ann. Soc. ent. France 8, 133-137, 339-454
- 1840. Hyménoptères recueillis a Cayenne en 1839 par M. Leprieur, pharmacien de la marine royale. Annales de la Société entomologique de France 9: 129-204.
- 1843. Sur quelques Hyménoptères peu connus, recueillis en Espagne, pendant l’année 1842, par M. Victor Ghiliani, voyageur-naturaliste. Annales de la Société entomologique de France (2) 1 : 111-144.
- 1844 : Essai monographique sur les Clérites.
- 1850. Tavola sinottica dei generi spettani all classe degli insetti Arthroidignati, Hemiptera Linn., Latr. - Rhyngota Fab. - Rhynchota Burm. Memoria del Socio Attuale signor Marchese Massimiliano Spinola Modena, Dal tipi delle R.D. Camera. Soc. Ital. Sci., t. 25, pt. 1 : 138 pp.
- 1851. Hyménopteros. in Gay, C., Historia Fisica y Politica de Chile. Zoologia. Vol. 6. Casa del autor, Paris. pp. 153–569.
- 1853. Compte rendu des hyménoptères inédits provenant du voyage entomologique de M. Ghiliani dans le Para en 1846. Memoire della Reale Accademia della Scienze di Torino (2) 13 : 19-94.